# Йоганн фон Левальд
Йоганн фон Левальд (нім. Johann von Lehwaldt; 24 червня 1685, Легітен, Східна Пруссія — 16 листопада 1768, Кенігсберг, Королівство Пруссія) — прусський полководець, генерал-фельдмаршал (1751). Учасник війн за іспанську спадщину, Великої Північної війни, Першої та Другої сілезьких, Семирічної війни.

## Біографія
Походив з німецької дворянської родини. На прусській військовій службі перебував з 1699 року. Брав участь у Війні за іспанську спадщину в складі австрійських військ. У 1715 році брав участь у боях зі шведами у Померанії під час Великої Північної війни.
Після завершення Великої Північної війни служив у Східній Пруссії. Був комендантом Фрідланда, Кенігсберга та Мемеля.
З початком Першої Сілезької війни служив у армії Фрідріха II, у 1742 році брав участь у битві при Хотузиці. За цю битву був нагороджений орденом Pour le Mérite. Під час Другої Сілезької війни успішно командував корпусом, відзначився у битвах під Гогенфрідбергом, під Соором та під Кессельдорфом. У 1744 році був нагороджений орденом Чорного орла.
Із 1748 року — генерал-губернатор Східної Пруссії. Із 22 січня 1751 року — генерал-фельдмаршал.

### Семирічна війна
З початком Семирічної війни командував корпусом проти росіян у Східній Пруссії. 30 серпня 1757 року атакував російську армію фельдмаршала Апраксіна під Гросс-Єгерсдорфом, але зазнав поразки. Лише відступ Апраксіна врятував Левальда від остаточного розгрому.
Із 1758 року — генерал-губернатор Берліна. Успішно воював зі шведами в Померанії, півроку тримав в облозі шведський гарнізон Штральзунда. У 1760 році керував обороною Берліна від російських військ.
З 1762 року і до самої своєї смерті — знову генерал-губернатор Східної Пруссії. Помер і похований в Кенігсберзі.